# Kōji Arimura
Pour les articles homonymes, voir Arimura.
Kōji Arimura (有村 光史, Arimura Kōji) est un footballeur japonais né le 25 août 1976.